# Evgueni Krylatov
Evgueni Pavlovitch Krylatov (en russe : Евге́ний Па́влович Крыла́тов), né le 23 février 1934 à Lysva et mort le 8 mai 2019 à Moscou, est un compositeur de musique de film soviétique puis russe,.

## Biographie
Il est enterré au cimetière Mitinskoe à Moscou.